# Казачка (приток Яны)
Казачка — река в Якутии, правый приток Яны. Длина реки составляет 96 км, площадь водосборного бассейна — 1010 км².
Образуется слиянием рек Эмяхсин-Юрях и Бегдюер-Юрях. Протекает по Усть-Янскому улусу сначала в северо-восточном, затем в северо-западном направлении. Имеет извилистое русло. Впадает в Яну в 149 км от её устья у села Казачье, единственного населённого пункта на Казачке.

## Данные водного реестра
По данным Государственного водного реестра:
- бассейный округ — Ленский
- речной бассейн — Яна
- речной подбассейн — Яна ниже впадения Адычи
- водохозяйственный участок — Яна от впадения р. Адыча до устья без реки Бытантай
- код водного объекта — 18040300212117700028955[2].

## Притоки
Объекты перечислены по порядку от устья к истоку
- 53 км: Малая Казачка
- 71 км: Средняя Казачка